# WOW WAR TONIGHT ~가끔은 일으키자 무브먼트
〈WOW WAR TONIGHT ~가끔은 일으키자 무브먼트〉(WOW WAR TONIGHT 〜時には起こせよムーヴメント 워우 워 투나이토 ~토키니와오코세요무브멘토[*])는 일본의 음악 그룹인 H Jungle with t의 첫 번째 싱글이다. 1995년 3월 15일에 에이벡스를 통해서 발매됐다.
개그 콤비인 다운타운의 하마다 마사토시와 음악 프로듀서인 코무로 테츠야의 컬래버레이션에 의해서 제작된 작품이다.

## 해설
- 후지 TV 계열 《HEY!HEY!HEY! MUSIC CHAMP》 테마 송
- 이 곡이 완성된 순간, 코무로는 대히트를 확신했다고 한다.
- 초도 출하장수는 30만 장 예정이였지만, 요청이 많아서 70만 장으로 변경. 수일 후에는 출하장수가 100만 장을 돌파했다.
- 하마다, 코무로, DJ KOO(TRF)의 3명이 《제46회 NHK 홍백가합전》에도 출연했다[주 1]. 또, 《LOVE LOVE 사랑해》의 특별 프로그램(1999년)이나 《카운트다운 올 히트》(1999년)에서도 선보이고 있다.
- 코미디언에 따른 CD 매상은 역대 1위이다. 레코드를 포함하면 〈여자의 길〉에 이은 역대 2위.
- 정글이라는 음악 장르에서는 세계에서 가장 잘 팔린 CD가 되고 있다.
- 시부야 요이치, 몰리 로버트슨은 컬처 클럽의 《칼마 카멜레온》과의 유사점을 지적했으며, “표절이라고 해도 소용없지” “우연의 일치라고 하는 건 어렵다. 이것을 보이 조지에게 들려줬더니 ‘아이디어를 낚아챘다’라고 말하고 있지”라고 말하고 있다言[1].
- 2012년 4월 8일에 요시모토 흥업 창업 100주년 이벤트 ‘전설의 하루’(伝説の一日)가 개최됐으며, 하마다는 오래간만에 이 노래를 불렀다.
- 2015년 어플 게임(게임 오브 워)의 광고 음악으로 사용됐다[2].

## 수록곡
전체 작사·작곡: 코무로 테츠야. 전체 편곡: 코무로 테츠야, 쿠보 코지
| #  | 제목 | 재생 시간 |
| -- | --- | --------- |
| 1. | 〈WOW WAR TONIGHT ~가끔은 일으키자 무브먼트 (2 Million Mix)〉 (WOW WAR TONIGHT 〜時には起こせよムーヴメント "2 Million Mix") |           |
| 2. | 〈WOW WAR TONIGHT ~가끔은 일으키자 무브먼트 (H Jungle Mix)〉 (WOW WAR TONIGHT 〜時には起こせよムーヴメント "H Jungle Mix")   |           |
| 3. | 〈WOW WAR TONIGHT ~가끔은 일으키자 무브먼트〉 (오리지널 가라오케)                                                            |           |

## 커버
- 스콧 머피(2008년 발매 음반 《Guilty Pleasures 3》에 수록)
- AAA(2010년 8월 18일 발매 싱글 《지지 않는 마음》의 커플링 곡으로 수록)
- DIVA(2014년 10월 8일 발매 싱글 〈DISCOVERY〉 Type-C의 커플링 곡으로 수록)
- 카하라 토모미(2015년 12월 2일 발매 커버 음반 《MEMORIES 3 -Kahara Back to 1995-》에 수록[3])
- DISH//(2016년 6월 22일 발매 싱글 〈HIGH-VOLTAGE DANCER〉의 커플링 곡으로 수록)
- AOA(2016년 11월 30일 발매 음반 《RUNWAY》에 수록[4])

## 차트
| 차트                       | 최고 순위 |
| -------------------------- | --------- |
| 일본 오리콘 싱글 주간 차트 | 1         |
| 오리콘 싱글 월간 차트      | 1         |
| 오리콘 싱글 연간 차트      | 2         |

### 내용주
1. ↑  당일은 하마다의 상대인 마츠모토 히토시도 난입하는 형태로 출연하고 있다.
2. ↑  편곡은 "2 Million Mix"와 동일.

### 참조주
1. ↑  고단샤 출간 《주간현대]]》 1996년 7월 27일호에서.
2. ↑  ““H Jungle”の名曲に乗って伊勢谷友介が叫ぶ  ニュースウォーカー” [“H Jungle”의 명곡에 실리며 이세야 유스케가 외친다 뉴스 워커] (일본어). 오리콘 스타일. 2015년 6월 5일. 2015년 8월 28일에 원본 문서에서 보존된 문서. 2015년 10월 17일에 확인함.
3. ↑  “華原朋美、新作は95年J-POPカバー “本家”シャ乱Qはたけ・大黒摩季と共演” [카하라 토모미, 신작은 95년 J-POP 커버 ‘본가’ 샤란Q 하타케, 오구로 마키와 공연] (일본어). ORICON STYLE. 2015년 10월 9일. 2015년 10월 9일에 확인함.
4. ↑  “韓国女性７人組「ＡＯＡ」が「ＷＯＷ　ＷＡＲ　ＴＯＮＩＧＨＴ～時には起こせよムーヴメント」をカバー” [한국 여성 7인조 AOA가 ‘WOW WAR TONIGHT ~때로는 일으켜라 무브먼트’를 커버]. 《스포츠 호치》 (일본어). 2016년 10월 3일. 2016년 10월 3일에 원본 문서에서 보존된 문서. 2016년 10월 3일에 확인함.